# Відкритий чемпіонат Австралії з тенісу 1991
Відкритий чемпіонат Австралії з тенісу 1991 — тенісний турнір, що проходив між 14 січня та 27 січня 1991 року на кортах Мельбурн-Парку в Мельбурні, Австралія. Це 79-й чемпіонат Австралії з тенісу і перший турнір Великого шолома в 1991 році. Турнір входив до програм ATP та WTA турів.

## Огляд подій та досягнень
Переможець двох попередніх чемпіонатів Австралії Іван Лендл програв у фіналі Борису Беккеру, для якого це був 5-й титул Великого шолома. В Австралії Беккер переміг уперше. 
У жінок минулорічна чемпіонка Штеффі Граф програла в чвертьфіналі, а чемпіонат виграла Моніка Селеш, для якої це була друга перемога в турнірах Великого шолома й перше австралійське чемпіонство. 
Переможці парних змагань як у чоловіків, так і у жінок виграли турнір Великого шолома вперше. Переможці міксту Джо Дьюрі та Джеремі Бейтс виграли свій другий мейджор.

## Результати фінальних матчів

### Дорослі
| Одиночний розряд. Чоловіки      |                              |                               |
| Борис Бекер                     | Іван Лендл                   | 1–6, 6–4, 6–4, 6–4            |
|                                 |                              |                               |
| Одиночний розряд. Жінки         |                              |                               |
| Моніка Селеш                    | Яна Новотна                  | 5–7, 6–3, 6–1                 |
|                                 |                              |                               |
| Парний розряд. Чоловіки         |                              |                               |
| Скотт Девіс Девід Піт           | Патрік Макінрой Девід Вітон  | 6–7(4–7), 7–6(10–8), 6–3, 7–5 |
|                                 |                              |                               |
| Парний розряд. Жінки            |                              |                               |
| Петті Фендік Мері Джо Фернандес | Джиджі Фернандес Яна Новотна | 7–6(7–4), 6–1                 |
|                                 |                              |                               |
| Мікст                           |                              |                               |
| Джо Дьюрі Джеремі Бейтс         | Робін Вайт Скотт Девіс       | 2–6, 6–4, 6–4                 |
|                                 |                              |                               |

### Юніори
| Одиночний розряд. Хлопці         |                            |               |
| Томас Енквіст                    | Стівен Глісон              | 7–6, 6–7, 6–1 |
|                                  |                            |               |
| Одиночний розряд. Дівчата        |                            |               |
| Ніколь Пратт                     | Крістін Годрідж            | 6–4, 6–3      |
|                                  |                            |               |
| Парний розряд. Хлопці            |                            |               |
| Грант Дойл Джошуа Ігл            | Джеймі Голмс Пол Кілдеррі  | 7–6, 6–4      |
|                                  |                            |               |
| Парний розряд. Дівчата           |                            |               |
| Каріна Габшудова Барбара Ріттнер | Джоенн Ліммер Енджі Вулкок | 6–2, 6–0      |
|                                  |                            |               |